# Metallocromie

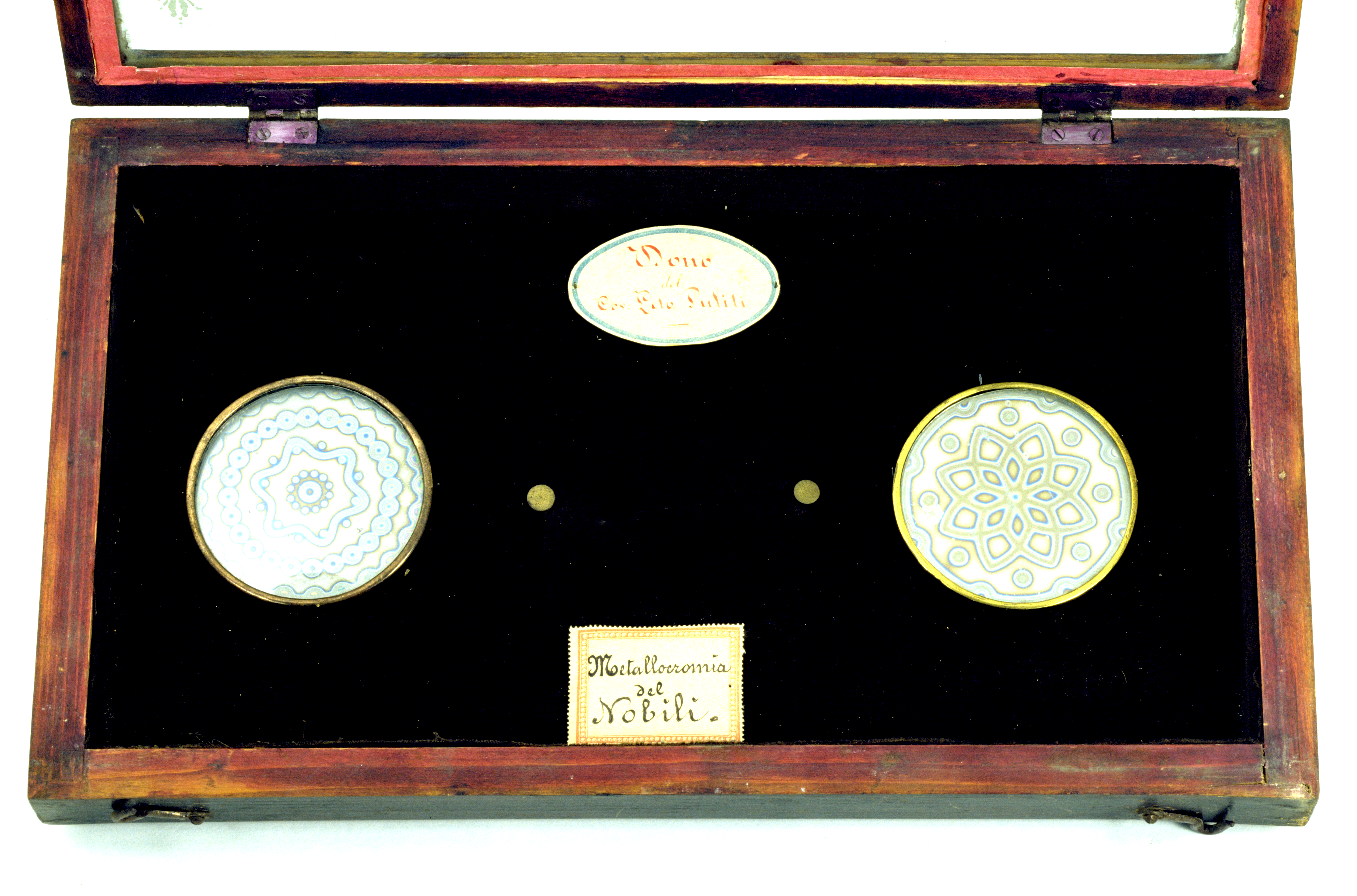
Le metallocromie di Nobili conservato al Museo Galileo di Firenze.

Le metallocromie sono lastre di metallo (acciaio) nelle quali si producono colorazioni diverse in conseguenza di fenomeni elettrochimici. Il processo fu sviluppato dal fisico italiano Leopoldo Nobili (1784-1835).
Le metallocromie originali di Nobili sono conservate al Museo Galileo.